# Послание к Матео Васкесу
«Послание к Матео Васкесу» (исп. Epístola a Mateo Vázquez) — поэма испанского писателя Мигеля де Сервантеса, написанная в 1577 году, одно из самых первых его произведений. Была создана в Алжире, где автор находился в качестве пленника. Сервантес через своего брата Родриго передал поэму одному из министров короля Филиппа II Матео Васкесу, и в тексте он предлагает двинуть на Алжир испанский флот, чтобы освободить 15 тысяч христианских пленников. Последние, по замыслу автора, должны были одновременно поднять восстание, благодаря чему с лёгкостью была бы одержана большая победа. Известно, что Васкес на послание никак не отреагировал.
Текст поэмы был найден и опубликован в XIX веке.